# Daniel Sutermeister (Glockengiesser)
Daniel Sutermeister (* 1688; † 1757) war ein Schweizer Glockengiesser.

## Biografie
Daniel Sutermeisters Vater Hans Konrad, ein Ururenkel von Hans Sutermeister (1510–1575), war Metzger und Wirt und gehörte dem Zofinger Rat der Vierzig an. Daniel Sutermeister lernte bei Daniel Sprünglin I. den Beruf des Glockengiessers. 1713 heiratete er die Tochter seines Lehrmeisters, Elisabeth Sprüngli. Mit ihr hatte er mindestens zwei Söhne, die beide Glockengiesser wurden: Johann Konrad (1722–1771) und Johann Heinrich (1733–1802).
Mit Samuel Hunkeler goss er im Jahre 1710 Glocken für Brittnau und 1717 für St. Stephan in Bern. Alleine goss er Glocken: 1733 für Ruswil; 1734 für die Kapelle St. Jakob in Walterswil; 1741 für Schübelbach, die Kapelle in Siebnen; 1746 für Küssnacht, die Kapelle in Immensee, 1747 für Leissigen, 1749 für Arth; 1750 für die Kapelle im Moos in Reiden; 1753 Schwyz, die Kapelle in Ibach; und 1757 für Ingenbohl, die Kapelle Wylen. Mit Jakob Kuhn 1739 für Niederwil bei Zofingen; 1747 für Frick und Unterseen; 1749 für Lotzwil. Mit Konrad Sutermeister goss er Glocken 1752 für Arth und 1755 für Beatenberg.

## Nachfahren
(Quelle: )
|                                                                                  |                                                                                  |                                                                                  |                                                                                  |                                                                                  |                                                                                  |  |  |                                 |                                 |                                 |                                 |                                 |                                 |  |  | Daniel Sutermeister (1688–1757) ⚭ Elisabeth Sprüngli (1691–1759) |                                        |                                        |                                        |                                        |                                        |  |  |                   |                   |                   |                   |                   |                   |  |  |                                                                     |                                                                     |                                                                     |                                                                     |                                                                     |                                                                     |  |  |                         |                         |                         |                         |                         |                         |  |  |                                                    |                                                    |                                                    |                                                    |                                                    |                                                    |  |  |                   |                   |                   |                   |                   |                   |  |  |  |  |  |  |  |  |  |  |  |  |  |  |  |  |  |  |  |  |  |  |  |  |  |  |  |  |  |  |  |  |  |  |  |  |  |  |  |  |  |  |
|                                                                                  |                                                                                  |                                                                                  |                                                                                  |                                                                                  |                                                                                  |  |  |                                 |                                 |                                 |                                 |                                 |                                 |  |  |                                                                  |                                        |                                        |                                        |                                        |                                        |  |  |                   |                   |                   |                   |                   |                   |  |  |                                                                     |                                                                     |                                                                     |                                                                     |                                                                     |                                                                     |  |  |                         |                         |                         |                         |                         |                         |  |  |                                                    |                                                    |                                                    |                                                    |                                                    |                                                    |  |  |                   |                   |                   |                   |                   |                   |  |  |  |  |  |  |  |  |  |  |  |  |  |  |  |  |  |  |  |  |  |  |  |  |  |  |  |  |  |  |  |  |  |  |  |  |  |  |  |  |  |  |
|                                                                                  |                                                                                  |                                                                                  |                                                                                  |                                                                                  |                                                                                  |  |  |                                 |                                 |                                 |                                 |                                 |                                 |  |  |                                                                  |                                        |                                        |                                        |                                        |                                        |  |  |                   |                   |                   |                   |                   |                   |  |  |                                                                     |                                                                     |                                                                     |                                                                     |                                                                     |                                                                     |  |  |                         |                         |                         |                         |                         |                         |  |  |                                                    |                                                    |                                                    |                                                    |                                                    |                                                    |  |  |                   |                   |                   |                   |                   |                   |  |  |  |  |  |  |  |  |  |  |  |  |  |  |  |  |  |  |  |  |  |  |  |  |  |  |  |  |  |  |  |  |  |  |  |  |  |  |  |  |  |  |
| Johann Konrad (1722–1771) ⚭ Anna Katharina Ringier (1717–1797)                   | Johann Konrad (1722–1771) ⚭ Anna Katharina Ringier (1717–1797)                   | Johann Konrad (1722–1771) ⚭ Anna Katharina Ringier (1717–1797)                   | Johann Konrad (1722–1771) ⚭ Anna Katharina Ringier (1717–1797)                   | Johann Konrad (1722–1771) ⚭ Anna Katharina Ringier (1717–1797)                   | Johann Konrad (1722–1771) ⚭ Anna Katharina Ringier (1717–1797)                   |  |  |                                 |                                 |                                 |                                 |                                 |                                 |  |  |                                                                  |                                        |                                        |                                        |                                        |                                        |  |  |                   |                   |                   |                   |                   |                   |  |  | Johann Heinrich (1733–1802) ⚭ Maria Katharina Rychner (1736–1772)   | Johann Heinrich (1733–1802) ⚭ Maria Katharina Rychner (1736–1772)   | Johann Heinrich (1733–1802) ⚭ Maria Katharina Rychner (1736–1772)   | Johann Heinrich (1733–1802) ⚭ Maria Katharina Rychner (1736–1772)   | Johann Heinrich (1733–1802) ⚭ Maria Katharina Rychner (1736–1772)   | Johann Heinrich (1733–1802) ⚭ Maria Katharina Rychner (1736–1772)   |  |  |                         |                         |                         |                         |                         |                         |  |  |                                                    |                                                    |                                                    |                                                    |                                                    |                                                    |  |  |                   |                   |                   |                   |                   |                   |  |  |  |  |  |  |  |  |  |  |  |  |  |  |  |  |  |  |  |  |  |  |  |  |  |  |  |  |  |  |  |  |  |  |  |  |  |  |  |  |  |  |
| Johann Konrad (1722–1771) ⚭ Anna Katharina Ringier (1717–1797)                   | Johann Konrad (1722–1771) ⚭ Anna Katharina Ringier (1717–1797)                   | Johann Konrad (1722–1771) ⚭ Anna Katharina Ringier (1717–1797)                   | Johann Konrad (1722–1771) ⚭ Anna Katharina Ringier (1717–1797)                   | Johann Konrad (1722–1771) ⚭ Anna Katharina Ringier (1717–1797)                   | Johann Konrad (1722–1771) ⚭ Anna Katharina Ringier (1717–1797)                   |  |  |                                 |                                 |                                 |                                 |                                 |                                 |  |  |                                                                  |                                        |                                        |                                        |                                        |                                        |  |  |                   |                   |                   |                   |                   |                   |  |  | Johann Heinrich (1733–1802) ⚭ Maria Katharina Rychner (1736–1772)   | Johann Heinrich (1733–1802) ⚭ Maria Katharina Rychner (1736–1772)   | Johann Heinrich (1733–1802) ⚭ Maria Katharina Rychner (1736–1772)   | Johann Heinrich (1733–1802) ⚭ Maria Katharina Rychner (1736–1772)   | Johann Heinrich (1733–1802) ⚭ Maria Katharina Rychner (1736–1772)   | Johann Heinrich (1733–1802) ⚭ Maria Katharina Rychner (1736–1772)   |  |  |                         |                         |                         |                         |                         |                         |  |  |                                                    |                                                    |                                                    |                                                    |                                                    |                                                    |  |  |                   |                   |                   |                   |                   |                   |  |  |  |  |  |  |  |  |  |  |  |  |  |  |  |  |  |  |  |  |  |  |  |  |  |  |  |  |  |  |  |  |  |  |  |  |  |  |  |  |  |  |
| Samuel Hieronymus (1752–1822) ⚭ Susanna Elisabeth Müller (1752–1812)             | Samuel Hieronymus (1752–1822) ⚭ Susanna Elisabeth Müller (1752–1812)             | Samuel Hieronymus (1752–1822) ⚭ Susanna Elisabeth Müller (1752–1812)             | Samuel Hieronymus (1752–1822) ⚭ Susanna Elisabeth Müller (1752–1812)             | Samuel Hieronymus (1752–1822) ⚭ Susanna Elisabeth Müller (1752–1812)             | Samuel Hieronymus (1752–1822) ⚭ Susanna Elisabeth Müller (1752–1812)             |  |  |                                 |                                 |                                 |                                 |                                 |                                 |  |  |                                                                  |                                        |                                        |                                        |                                        |                                        |  |  |                   |                   |                   |                   |                   |                   |  |  | Heinrich (1763–1802) ⚭ Elisabeth Gränicher (1763–1813)              | Heinrich (1763–1802) ⚭ Elisabeth Gränicher (1763–1813)              | Heinrich (1763–1802) ⚭ Elisabeth Gränicher (1763–1813)              | Heinrich (1763–1802) ⚭ Elisabeth Gränicher (1763–1813)              | Heinrich (1763–1802) ⚭ Elisabeth Gränicher (1763–1813)              | Heinrich (1763–1802) ⚭ Elisabeth Gränicher (1763–1813)              |  |  |                         |                         |                         |                         |                         |                         |  |  |                                                    |                                                    |                                                    |                                                    |                                                    |                                                    |  |  |                   |                   |                   |                   |                   |                   |  |  |  |  |  |  |  |  |  |  |  |  |  |  |  |  |  |  |  |  |  |  |  |  |  |  |  |  |  |  |  |  |  |  |  |  |  |  |  |  |  |  |
| Samuel Hieronymus (1752–1822) ⚭ Susanna Elisabeth Müller (1752–1812)             | Samuel Hieronymus (1752–1822) ⚭ Susanna Elisabeth Müller (1752–1812)             | Samuel Hieronymus (1752–1822) ⚭ Susanna Elisabeth Müller (1752–1812)             | Samuel Hieronymus (1752–1822) ⚭ Susanna Elisabeth Müller (1752–1812)             | Samuel Hieronymus (1752–1822) ⚭ Susanna Elisabeth Müller (1752–1812)             | Samuel Hieronymus (1752–1822) ⚭ Susanna Elisabeth Müller (1752–1812)             |  |  |                                 |                                 |                                 |                                 |                                 |                                 |  |  |                                                                  |                                        |                                        |                                        |                                        |                                        |  |  |                   |                   |                   |                   |                   |                   |  |  | Heinrich (1763–1802) ⚭ Elisabeth Gränicher (1763–1813)              | Heinrich (1763–1802) ⚭ Elisabeth Gränicher (1763–1813)              | Heinrich (1763–1802) ⚭ Elisabeth Gränicher (1763–1813)              | Heinrich (1763–1802) ⚭ Elisabeth Gränicher (1763–1813)              | Heinrich (1763–1802) ⚭ Elisabeth Gränicher (1763–1813)              | Heinrich (1763–1802) ⚭ Elisabeth Gränicher (1763–1813)              |  |  |                         |                         |                         |                         |                         |                         |  |  |                                                    |                                                    |                                                    |                                                    |                                                    |                                                    |  |  |                   |                   |                   |                   |                   |                   |  |  |  |  |  |  |  |  |  |  |  |  |  |  |  |  |  |  |  |  |  |  |  |  |  |  |  |  |  |  |  |  |  |  |  |  |  |  |  |  |  |  |
| Samuel Rudolf (1778–1860) ⚭ Katharina Bircher (1778–1824)                        | Samuel Rudolf (1778–1860) ⚭ Katharina Bircher (1778–1824)                        | Samuel Rudolf (1778–1860) ⚭ Katharina Bircher (1778–1824)                        | Samuel Rudolf (1778–1860) ⚭ Katharina Bircher (1778–1824)                        | Samuel Rudolf (1778–1860) ⚭ Katharina Bircher (1778–1824)                        | Samuel Rudolf (1778–1860) ⚭ Katharina Bircher (1778–1824)                        |  |  |                                 |                                 |                                 |                                 |                                 |                                 |  |  |                                                                  |                                        |                                        |                                        |                                        |                                        |  |  |                   |                   |                   |                   |                   |                   |  |  | Heinrich Cornelius (1792–1855) ⚭ Maria Salome Schlatter (1793–1855) | Heinrich Cornelius (1792–1855) ⚭ Maria Salome Schlatter (1793–1855) | Heinrich Cornelius (1792–1855) ⚭ Maria Salome Schlatter (1793–1855) | Heinrich Cornelius (1792–1855) ⚭ Maria Salome Schlatter (1793–1855) | Heinrich Cornelius (1792–1855) ⚭ Maria Salome Schlatter (1793–1855) | Heinrich Cornelius (1792–1855) ⚭ Maria Salome Schlatter (1793–1855) |  |  |                         |                         |                         |                         |                         |                         |  |  |                                                    |                                                    |                                                    |                                                    |                                                    |                                                    |  |  |                   |                   |                   |                   |                   |                   |  |  |  |  |  |  |  |  |  |  |  |  |  |  |  |  |  |  |  |  |  |  |  |  |  |  |  |  |  |  |  |  |  |  |  |  |  |  |  |  |  |  |
| Samuel Rudolf (1778–1860) ⚭ Katharina Bircher (1778–1824)                        | Samuel Rudolf (1778–1860) ⚭ Katharina Bircher (1778–1824)                        | Samuel Rudolf (1778–1860) ⚭ Katharina Bircher (1778–1824)                        | Samuel Rudolf (1778–1860) ⚭ Katharina Bircher (1778–1824)                        | Samuel Rudolf (1778–1860) ⚭ Katharina Bircher (1778–1824)                        | Samuel Rudolf (1778–1860) ⚭ Katharina Bircher (1778–1824)                        |  |  |                                 |                                 |                                 |                                 |                                 |                                 |  |  |                                                                  |                                        |                                        |                                        |                                        |                                        |  |  |                   |                   |                   |                   |                   |                   |  |  | Heinrich Cornelius (1792–1855) ⚭ Maria Salome Schlatter (1793–1855) | Heinrich Cornelius (1792–1855) ⚭ Maria Salome Schlatter (1793–1855) | Heinrich Cornelius (1792–1855) ⚭ Maria Salome Schlatter (1793–1855) | Heinrich Cornelius (1792–1855) ⚭ Maria Salome Schlatter (1793–1855) | Heinrich Cornelius (1792–1855) ⚭ Maria Salome Schlatter (1793–1855) | Heinrich Cornelius (1792–1855) ⚭ Maria Salome Schlatter (1793–1855) |  |  |                         |                         |                         |                         |                         |                         |  |  |                                                    |                                                    |                                                    |                                                    |                                                    |                                                    |  |  |                   |                   |                   |                   |                   |                   |  |  |  |  |  |  |  |  |  |  |  |  |  |  |  |  |  |  |  |  |  |  |  |  |  |  |  |  |  |  |  |  |  |  |  |  |  |  |  |  |  |  |
| Johann Konrad (1813–1880) ⚭ Angelika Klara Josepha Genoveva Mohr (1824–1849)     | Johann Konrad (1813–1880) ⚭ Angelika Klara Josepha Genoveva Mohr (1824–1849)     | Johann Konrad (1813–1880) ⚭ Angelika Klara Josepha Genoveva Mohr (1824–1849)     | Johann Konrad (1813–1880) ⚭ Angelika Klara Josepha Genoveva Mohr (1824–1849)     | Johann Konrad (1813–1880) ⚭ Angelika Klara Josepha Genoveva Mohr (1824–1849)     | Johann Konrad (1813–1880) ⚭ Angelika Klara Josepha Genoveva Mohr (1824–1849)     |  |  |                                 |                                 |                                 |                                 |                                 |                                 |  |  |                                                                  |                                        |                                        |                                        |                                        |                                        |  |  |                   |                   |                   |                   |                   |                   |  |  | Otto (1832–1901) ⚭ Ernestine Moehrlen (1832–1900)                   | Otto (1832–1901) ⚭ Ernestine Moehrlen (1832–1900)                   | Otto (1832–1901) ⚭ Ernestine Moehrlen (1832–1900)                   | Otto (1832–1901) ⚭ Ernestine Moehrlen (1832–1900)                   | Otto (1832–1901) ⚭ Ernestine Moehrlen (1832–1900)                   | Otto (1832–1901) ⚭ Ernestine Moehrlen (1832–1900)                   |  |  |                         |                         |                         |                         |                         |                         |  |  |                                                    |                                                    |                                                    |                                                    |                                                    |                                                    |  |  |                   |                   |                   |                   |                   |                   |  |  |  |  |  |  |  |  |  |  |  |  |  |  |  |  |  |  |  |  |  |  |  |  |  |  |  |  |  |  |  |  |  |  |  |  |  |  |  |  |  |  |
| Johann Konrad (1813–1880) ⚭ Angelika Klara Josepha Genoveva Mohr (1824–1849)     | Johann Konrad (1813–1880) ⚭ Angelika Klara Josepha Genoveva Mohr (1824–1849)     | Johann Konrad (1813–1880) ⚭ Angelika Klara Josepha Genoveva Mohr (1824–1849)     | Johann Konrad (1813–1880) ⚭ Angelika Klara Josepha Genoveva Mohr (1824–1849)     | Johann Konrad (1813–1880) ⚭ Angelika Klara Josepha Genoveva Mohr (1824–1849)     | Johann Konrad (1813–1880) ⚭ Angelika Klara Josepha Genoveva Mohr (1824–1849)     |  |  |                                 |                                 |                                 |                                 |                                 |                                 |  |  |                                                                  |                                        |                                        |                                        |                                        |                                        |  |  |                   |                   |                   |                   |                   |                   |  |  | Otto (1832–1901) ⚭ Ernestine Moehrlen (1832–1900)                   | Otto (1832–1901) ⚭ Ernestine Moehrlen (1832–1900)                   | Otto (1832–1901) ⚭ Ernestine Moehrlen (1832–1900)                   | Otto (1832–1901) ⚭ Ernestine Moehrlen (1832–1900)                   | Otto (1832–1901) ⚭ Ernestine Moehrlen (1832–1900)                   | Otto (1832–1901) ⚭ Ernestine Moehrlen (1832–1900)                   |  |  |                         |                         |                         |                         |                         |                         |  |  |                                                    |                                                    |                                                    |                                                    |                                                    |                                                    |  |  |                   |                   |                   |                   |                   |                   |  |  |  |  |  |  |  |  |  |  |  |  |  |  |  |  |  |  |  |  |  |  |  |  |  |  |  |  |  |  |  |  |  |  |  |  |  |  |  |  |  |  |
|                                                                                  |                                                                                  |                                                                                  |                                                                                  |                                                                                  |                                                                                  |  |  |                                 |                                 |                                 |                                 |                                 |                                 |  |  |                                                                  |                                        |                                        |                                        |                                        |                                        |  |  |                   |                   |                   |                   |                   |                   |  |  |                                                                     |                                                                     |                                                                     |                                                                     |                                                                     |                                                                     |  |  |                         |                         |                         |                         |                         |                         |  |  |                                                    |                                                    |                                                    |                                                    |                                                    |                                                    |  |  |                   |                   |                   |                   |                   |                   |  |  |  |  |  |  |  |  |  |  |  |  |  |  |  |  |  |  |  |  |  |  |  |  |  |  |  |  |  |  |  |  |  |  |  |  |  |  |  |  |  |  |
| Johann Rudolf (1845–1919) ⚭ Maria Barbara Felicita Emma Giusta Manni (1863–1911) | Johann Rudolf (1845–1919) ⚭ Maria Barbara Felicita Emma Giusta Manni (1863–1911) | Johann Rudolf (1845–1919) ⚭ Maria Barbara Felicita Emma Giusta Manni (1863–1911) | Johann Rudolf (1845–1919) ⚭ Maria Barbara Felicita Emma Giusta Manni (1863–1911) | Johann Rudolf (1845–1919) ⚭ Maria Barbara Felicita Emma Giusta Manni (1863–1911) | Johann Rudolf (1845–1919) ⚭ Maria Barbara Felicita Emma Giusta Manni (1863–1911) |  |  | Karl Konrad (Carlo) (1847–1918) | Karl Konrad (Carlo) (1847–1918) | Karl Konrad (Carlo) (1847–1918) | Karl Konrad (Carlo) (1847–1918) | Karl Konrad (Carlo) (1847–1918) | Karl Konrad (Carlo) (1847–1918) |  |  | Emilie (1858–1922)⚭ Friedrich Mühlberg                           | Emilie (1858–1922)⚭ Friedrich Mühlberg | Emilie (1858–1922)⚭ Friedrich Mühlberg | Emilie (1858–1922)⚭ Friedrich Mühlberg | Emilie (1858–1922)⚭ Friedrich Mühlberg | Emilie (1858–1922)⚭ Friedrich Mühlberg |  |  | Eugen (1862–1931) | Eugen (1862–1931) | Eugen (1862–1931) | Eugen (1862–1931) | Eugen (1862–1931) | Eugen (1862–1931) |  |  | Paul (1864–1905)                                                    | Paul (1864–1905)                                                    | Paul (1864–1905)                                                    | Paul (1864–1905)                                                    | Paul (1864–1905)                                                    | Paul (1864–1905)                                                    |  |  | Werner (1868–1939)      | Werner (1868–1939)      | Werner (1868–1939)      | Werner (1868–1939)      | Werner (1868–1939)      | Werner (1868–1939)      |  |  | Friedrich (1873–1934) ⚭ Maria Hunziker (1875–1947) | Friedrich (1873–1934) ⚭ Maria Hunziker (1875–1947) | Friedrich (1873–1934) ⚭ Maria Hunziker (1875–1947) | Friedrich (1873–1934) ⚭ Maria Hunziker (1875–1947) | Friedrich (1873–1934) ⚭ Maria Hunziker (1875–1947) | Friedrich (1873–1934) ⚭ Maria Hunziker (1875–1947) |  |  |                   |                   |                   |                   |                   |                   |  |  |  |  |  |  |  |  |  |  |  |  |  |  |  |  |  |  |  |  |  |  |  |  |  |  |  |  |  |  |  |  |  |  |  |  |  |  |  |  |  |  |
| Johann Rudolf (1845–1919) ⚭ Maria Barbara Felicita Emma Giusta Manni (1863–1911) | Johann Rudolf (1845–1919) ⚭ Maria Barbara Felicita Emma Giusta Manni (1863–1911) | Johann Rudolf (1845–1919) ⚭ Maria Barbara Felicita Emma Giusta Manni (1863–1911) | Johann Rudolf (1845–1919) ⚭ Maria Barbara Felicita Emma Giusta Manni (1863–1911) | Johann Rudolf (1845–1919) ⚭ Maria Barbara Felicita Emma Giusta Manni (1863–1911) | Johann Rudolf (1845–1919) ⚭ Maria Barbara Felicita Emma Giusta Manni (1863–1911) |  |  | Karl Konrad (Carlo) (1847–1918) | Karl Konrad (Carlo) (1847–1918) | Karl Konrad (Carlo) (1847–1918) | Karl Konrad (Carlo) (1847–1918) | Karl Konrad (Carlo) (1847–1918) | Karl Konrad (Carlo) (1847–1918) |  |  | Emilie (1858–1922)⚭ Friedrich Mühlberg                           | Emilie (1858–1922)⚭ Friedrich Mühlberg | Emilie (1858–1922)⚭ Friedrich Mühlberg | Emilie (1858–1922)⚭ Friedrich Mühlberg | Emilie (1858–1922)⚭ Friedrich Mühlberg | Emilie (1858–1922)⚭ Friedrich Mühlberg |  |  | Eugen (1862–1931) | Eugen (1862–1931) | Eugen (1862–1931) | Eugen (1862–1931) | Eugen (1862–1931) | Eugen (1862–1931) |  |  | Paul (1864–1905)                                                    | Paul (1864–1905)                                                    | Paul (1864–1905)                                                    | Paul (1864–1905)                                                    | Paul (1864–1905)                                                    | Paul (1864–1905)                                                    |  |  | Werner (1868–1939)      | Werner (1868–1939)      | Werner (1868–1939)      | Werner (1868–1939)      | Werner (1868–1939)      | Werner (1868–1939)      |  |  | Friedrich (1873–1934) ⚭ Maria Hunziker (1875–1947) | Friedrich (1873–1934) ⚭ Maria Hunziker (1875–1947) | Friedrich (1873–1934) ⚭ Maria Hunziker (1875–1947) | Friedrich (1873–1934) ⚭ Maria Hunziker (1875–1947) | Friedrich (1873–1934) ⚭ Maria Hunziker (1875–1947) | Friedrich (1873–1934) ⚭ Maria Hunziker (1875–1947) |  |  |                   |                   |                   |                   |                   |                   |  |  |  |  |  |  |  |  |  |  |  |  |  |  |  |  |  |  |  |  |  |  |  |  |  |  |  |  |  |  |  |  |  |  |  |  |  |  |  |  |  |  |
|                                                                                  |                                                                                  |                                                                                  |                                                                                  |                                                                                  |                                                                                  |  |  |                                 |                                 |                                 |                                 |                                 |                                 |  |  |                                                                  |                                        |                                        |                                        |                                        |                                        |  |  |                   |                   |                   |                   |                   |                   |  |  |                                                                     |                                                                     |                                                                     |                                                                     |                                                                     |                                                                     |  |  |                         |                         |                         |                         |                         |                         |  |  |                                                    |                                                    |                                                    |                                                    |                                                    |                                                    |  |  |                   |                   |                   |                   |                   |                   |  |  |  |  |  |  |  |  |  |  |  |  |  |  |  |  |  |  |  |  |  |  |  |  |  |  |  |  |  |  |  |  |  |  |  |  |  |  |  |  |  |  |
| Guido (1884–1964)                                                                | Guido (1884–1964)                                                                | Guido (1884–1964)                                                                | Guido (1884–1964)                                                                | Guido (1884–1964)                                                                | Guido (1884–1964)                                                                |  |  |                                 |                                 |                                 |                                 |                                 |                                 |  |  | Max (Mühlberg) (1873–1947)                                       | Max (Mühlberg) (1873–1947)             | Max (Mühlberg) (1873–1947)             | Max (Mühlberg) (1873–1947)             | Max (Mühlberg) (1873–1947)             | Max (Mühlberg) (1873–1947)             |  |  |                   |                   |                   |                   |                   |                   |  |  |                                                                     |                                                                     |                                                                     |                                                                     |                                                                     |                                                                     |  |  | Hans Martin (1907–1977) | Hans Martin (1907–1977) | Hans Martin (1907–1977) | Hans Martin (1907–1977) | Hans Martin (1907–1977) | Hans Martin (1907–1977) |  |  | Heinrich (1910–1995)                               | Heinrich (1910–1995)                               | Heinrich (1910–1995)                               | Heinrich (1910–1995)                               | Heinrich (1910–1995)                               | Heinrich (1910–1995)                               |  |  | Peter (1916–2003) | Peter (1916–2003) | Peter (1916–2003) | Peter (1916–2003) | Peter (1916–2003) | Peter (1916–2003) |  |  |  |  |  |  |  |  |  |  |  |  |  |  |  |  |  |  |  |  |  |  |  |  |  |  |  |  |  |  |  |  |  |  |  |  |  |  |  |  |  |  |